# São Pedro da Água Branca
São Pedro da Água Branca – miasto i gmina w Brazylii, w Regionie Północno-Wschodnim, w stanie Maranhão.  
Ma powierzchnię 720,5 km². Według danych ze spisu ludności w 2010 roku gmina liczyła 12 028 mieszkańców, a gęstość zaludnienia wynosiła 16,7 osób/km². Dane szacunkowe z 2019 roku podają liczbę 12 690 mieszkańców. 
Gminę utworzono w 1994 roku, wcześniej tereny te administracyjnie były przynależne do gminy Imperatriz.